# Сахалинский осётр
Сахали́нский осётр (лат. Acipenser mikadoi) — очень редкий малоизученный вид семейства осетровых, занесённый в Красную книгу Российской Федерации (I категория — виды, находящиеся под угрозой исчезновения).

## Описание
Достигает максимальной длины 2 м и веса 60 кг, обычно 1,5-1,7 м, 35-45 кг. Окраска оливковая с зеленоватым отливом. У взрослых рыб массивное тупое рыло.

## Распространение
Сахалинский осетр обитает в водах Японского и Охотского морей и Татарского пролива. Когда-то он нерестился в некоторых реках Хабаровского края, Сахалина, Приморья, Японии, Кореи и Китая. Однако безжалостный промысел привёл к концу XX века почти к полному его уничтожению. Сегодня единственное достоверное место нереста сахалинского осетра — река Тумнин в Хабаровском крае.

## Размножение
Тумнин — это горная река, текущая по восточным склонам Сихотэ-Алиня и впадающая в Татарский пролив. Течение реки довольно быстрое даже в предустьевой зоне. Самки и самцы сахалинского осетра заходят в Тумнин на нерест из Татарского пролива в середине мая — начале июня. Нерестятся, вероятно, не очень высоко — километрах в 30 от устья, хотя отдельные рыбы изредка совершают путешествия до 70 км вверх по течению реки. Цели таких путешествий остаются загадкой, так как нереститься в тех условиях осетр не может — слишком холодная для развития икры вода (в мае-июне — +6 — +8 °C). В тридцати километрах от устья к середине июня вода прогревается до +13 °C. Здесь имеются участки с галечным грунтом, подходящие для нереста.
Личинка сахалинского осетра, освободившись от оболочки, сразу же прячется под камни, где укрывается от быстрого течения и многочисленной молоди других рыб, которая поедает любой мелкий движущийся объект. Причём, в отличие от личинок других осетров нашей фауны, предпочитающих после рассасывания жёлточного мешка и перехода на самостоятельное (активное) питание плавать в поисках пищи, личинка сахалинского осетра держится под камнями весь период своего развития до малька, способного противостоять течению. В условиях быстрого течения под камнями сосредоточены мелкие ракообразные и черви, которыми личинка может питаться. Но, прежде всего, такое поведение обусловлено необходимостью держаться подальше от предустьевой зоны, куда может снести течением. В предустьевую зону во время приливов в Татарском проливе доходит по дну морская вода (в некоторых ямах морская вода «стоит» постоянно), губительная для личинки и малька. Здесь значительно больше не только речных, но и морских хищников (от сахалинского тайменя, красноперки-угая и хариуса до керчака и камбалы). Поэтому в предустьевую зону молодые осетры спускаются, когда достигнут размера 20-35 см. При такой длине они легко адаптируются к солоноватой воде и в то же время становятся неуязвимыми для хищников среднего размера, а, возможно, и для крупных хищников из-за острых спинных жучек.

## Образ жизни
В предустьевой зоне молодые сахалинские осетры живут 3-4 года. В этой части река делится многочисленными островами на основное русло и протоки. Дно здесь, особенно в протоках, сильно заилено. Ил служит субстратом для огромного числа червей-полихет, которые, вероятно, являются основной кормовой базой молоди сахалинского осетра. Здесь также в изобилии встречаются рачки-бокоплавы, мелкие креветки, личинки комаров и улитки.
Постепенно, по мере дальнейшего роста, привыкая к морской воде, молодые осетры перемещаются к устью и выходят в Татарский пролив. Дальнейшая миграция сахалинского осетра нам не известна. Период роста и созревания в морских водах до возвращения на нерест в Тумнин составляет 12-13 лет.
На другой стороне Тихого океана вдоль западного побережья Канады, США и Мексики обитает вид-близнец сахалинского осетра — зелёный осетр (лат. Acipenser medirostris, Ayres, 1854). Два этих осетра внешне очень похожи. Известный русский ихтиолог Л. С. Берг полагал, что они являются одним видом (Л. С. Берг. Рыбы пресных вод СССР и сопредельных стран, Москва, Ленинград 1948 г.). Недавно было показано, что генетические различия между сахалинским и зеленым осетрами находятся на уровне внутривидовых (Шедько, 2017).